# Aion (álbum de Dead Can Dance)
| Críticas profissionais | Críticas profissionais |
| Avaliações da crítica  | Avaliações da crítica  |
| Fonte                  | Avaliação              |
| ---------------------- | ---------------------- |
| allmusic               | [ 1 ]                  |
| Piero Scaruffi         | 6.5/10                 |

Aion é o quinto álbum de estúdio da banda Dead Can Dance, lançado em setembro de 1990 pela gravadora independente britânica 4AD. Foi gravado em Quivvy Church, o estúdio pessoal de Brendan Perry na Irlanda, à exceção das faixas 1 e 7, que foram gravadas nos Woodbine Studios em Inglaterra.
A faixa "Saltarello" é uma peça de música instrumental proveniente de uma dança italiana do século XIV, enquanto "The Song of the Sybil" provém de uma canção catalã do século XVI. A letra da faixa "Fortune Presents Gifts Not According to the Book" é de um poeta espanhol.
A capa do álbum foi retirada de uma pintura de Hieronymus Bosch, "O Jardim das Delícias Terrenas".

## Faixas
| N.º | Título                                             | Compositor(es) | Duração |  |
| 1.  | "The Arrival and the Reunion"                      | Dead Can Dance | 1:38    |  |
| 2.  | "Saltarello"                                       | Tradicional    | 2:33    |  |
| 3.  | "Mephisto"                                         | Dead Can Dance | 0:54    |  |
| 4.  | "The Song of the Sybil"                            | Tradicional    | 3:45    |  |
| 5.  | "Fortune Presents Gifts Not According to the Book" | Dead Can Dance | 6:03    |  |
| 6.  | "As the Bell Rings the Maypole Spins"              | Dead Can Dance | 5:16    |  |
| 7.  | "The End of Words"                                 | Dead Can Dance | 2:05    |  |
| 8.  | "Black Sun"                                        | Dead Can Dance | 4:56    |  |
| 9.  | "Wilderness"                                       | Dead Can Dance | 1:24    |  |
| 10. | "The Promised Womb"                                | Dead Can Dance | 3:22    |  |
| 11. | "The Garden of Zephirus"                           | Dead Can Dance | 1:20    |  |
| 12. | "Radharc"                                          | Dead Can Dance | 2:48    |  |

## Créditos
Banda
- Brendan Perry - vocalista, vários instrumentos
- Lisa Gerrard - vocalista, vários instrumentos

Músicos de apoio
- David Navarro Sust - vocais de apoio nas faixas 1 e 7
- Robert Perry - gaita de fole na faixa 6
- Andrew Robinson - violino na faixa 10
- Lucy Robinson - violino na faixa 10
- Anne Robinson - violino na faixa 10
- Honor Carmody - violino na faixa 10